# Sandra Walbeck
Sandra Walbeck (* 5. März 2005 in Mönchengladbach) ist eine deutsche Fußballspielerin. 

## Karriere

### Vereine
Walbeck begann bei den Sportfreunden Neersbroich mit dem Fußballspiel, ab der C-Jugend spielte sie für den Mehrspartensportverein TSV Meerbusch, zuletzt in der Saison 2021/22 für die B-Jugendmannschaft – gemeinsam mit Jungen. Dies war in der kommenden Saison aufgrund ihres fortgeschrittenen Alters nicht mehr möglich, daher entschied sie sich zu einem Wechsel zur Frauen-Mannschaft des 1. FC Köln. Für dessen Zweitvertretung kam sie in der Saison 2022/23 in 21 Punktspielen in der 2. Bundesliga zum Einsatz. Für die erste Mannschaft kam sie lediglich im Zweitrundenspiel des DFB-Pokalwettbewerbs beim 8:0-Sieg gegen den Drittligisten SV Elversberg zum Einsatz. 
Zur Saison 2023/24 wurde Walback vom Ligakonkurrenten SGS Essen verpflichtet. Nach Ablauf ihres einjährigen Vertrags verließ sie den Verein.

### Auswahl-/Nationalmannschaft
Walbeck spielte 2018 und 2019 für die U14-Auswahlmannschaft des Fußballverbandes Niederrhein im Turnier um den DFB-Länderpokal an der Sportschule Wedau in Duisburg.
Für die U15-Nationalmannschaft spielte sie im Jahr 2019 dreimal. Für die U17-Nationalmannschaft bestritt sie in den Jahren 2021 und 2022 zehn Länderspiele und nahm an der Europameisterschaft 2022 in Bosnien und Herzegowina teil, bei der die Mannschaft den Titel gewann. Bei der Weltmeisterschaft 2022 in Indien kam sie einmal zum Einsatz.

## Erfolge / Auszeichnung
- U17-Europameister 2022
- DFB-Länderpokal-Sieger 2019 mit der U16-Auswahl des FVN